# اندیس نوده و همیره
نوده و همیره یک اندیس فلزی است که در حوالی شهر داربن استان خراسان قرار دارد و مادهٔ معدنی موجود در آن، مس است.  